# Prostě spolu (film)
Prostě spolu (v originále Ensemble, c'est tout) je francouzský hraný film z roku 2007, který režíroval Claude Berri podle stejnojmenného románu Anny Gavaldy. Snímek měl světovou premiéru 21. března 2007.

## Děj
Camille je mladá dívka, která si přes svůj talent designérky vydělává na živobytí nočním úklidem kanceláří. Bydlí v malém pokoji pro služky v pařížském domě haussmannovského stylu.
Ve stejném domě žije Philibert, mladý muž z bohaté rodiny, který trpí koktáním a prodává pohlednice. Philibert bydlí ve velkém bytě zděděném po babičce, kde pronajímá pokoj kuchařovi Franckovi, který tvrdě pracuje a jehož jediné rozptýlení jsou dívky, jeho motorka a návštěvy jeho babičky Paulette.
Paulette žije sama se svými zvířaty. Když si zlomí kyčel, zoufá si, že musí do domova důchodců. Propadá panice při představě, že zemře daleko od své zahrady a svých koček.
Jednoho večera, když se Camille cítila sama, pozve Philiberta k sobě na večeři, čímž začne jejich přátelství. Když Camille onemocní, Philibert se postará se o ni a trvá na tom, aby bydlela s nimi i nadále. Do bytu se k nim následně připojí i Paulette, protože se Franck cítí provinile, že nechal svou babičku v domově důchodců. Philibert nakonec svůj ostych překonává hraním divadla a zamiluje se. Camille se nabídne, že se o Paulette postará jako domácí asistentka.

## Obsazení
| Audrey Tautou           | Camille Fauque                              |
| Guillaume Canet         | Franck Lestafier                            |
| Laurent Stocker         | Philibert, markýz de la Tubelière           |
| Françoise Bertin        | Paulette Lestafier, Franckova babička       |
| Sandrine Mazéas         | Sandrine                                    |
| Alain Sachs             | lékař                                       |
| Firmine Richard         | Mamadou, kolegyně Camille                   |
| Béatrice Michel         | Carine                                      |
| Kahena Saighi           | Samia                                       |
| Hélène Surgère          | Yvonne                                      |
| Alain Stern             | majitel restaurace                          |
| Halima Guizani          | zdravotní sestra                            |
| Juliette Arnaud         | Aurélia                                     |
| Danièle Lebrun          | matka Camille                               |
| Li-Ting Huang           | servírka                                    |
| Madeleine Cofano        | kadeřnice                                   |
| Pierre Gérald           | Gilbert                                     |
| Michel Dubois           | doktor                                      |
| Raymond Acquaviva       | profesor                                    |
| Magalie Madison         | dívka                                       |
| Marie-Christine Vicente | zdravotní sestra v domově důchodců          |
| Philippe Van Eeckhout   | ortofonik                                   |
| Jacques Ciron           | kněz                                        |
| Marie-France Mignal     | Marquet de la Tubelière, Philibertova matka |
| Bernard Dhéran          | Marquet de la Tubelière, Philibertův otec   |
| Nicky Marbot            | Sébastien                                   |
| Séverine Vincent        | Jeanine                                     |
| Jean-François Kopf      | otec Sandrine                               |
| Roger Dumas             | majitel Restaurant des Voyageurs            |

## Ocenění
- César: nejslibnější herec (Laurent Stocker), nominace v kategoriích nejlepší herec ve vedlejší roli (Laurent Stocker) a nejlepší adaptovaný scénář (Claude Berri)
- Filmový festival v Cabourgu: nejlepší herec pro Guillauma Caneta
- Evropská filmová cena: nominace na Cenu diváků za nejlepší film
- NRJ Ciné Awards: nominace pro nejlepšího francouzského herce (Guillaume Canet)